# Pathergiephänomen
Unter einem Pathergiephänomen (von altgriechisch πάθος páthos, deutsch ‚Krankheit, Leiden‘, ἔργον érgon, deutsch ‚Werk, Tätigkeit‘ und φαινόμενον phainómenon, deutsch ‚Erscheinung‘) versteht man die Auslösung einer Effloreszenz, typischerweise unspezifische Papeln oder Pusteln aus welchen sich wiederum Ulzerationen entwickeln können, durch einen unspezifischen Reiz. Dies ist von dem eng verwandten isomorphen Reizeffekt (Köbner-Phänomen) abzugrenzen, bei welchem eben eine isomorphe, also der klassischen krankheitsspezifischen Effloreszenz gleiche Läsion, durch den unspezifischen Reiz entsteht. Das Pathergiephänomen ist die klinische Erscheinungsform einer erniedrigten Schwelle zur Aktivierung von neutrophilen Granulozyten.
Geprägt wurde der Begriff der Pathergie 1933 von dem deutschen Pathologen Robert Rössle als Bezeichnung für alle erworbenen, krankhaft gesteigerten oder verminderten Änderungen der Reaktivität. Dem Oberbegriff untergeordnet sind die spezifische Pathergie oder Allergie zum einen und die unspezifische Pathergie (Parallergie, Allophlogistie, Sanarelli-Shwartzman-Reaktion und die sogenannte physikalische Allergie) zum anderen.
Das Pathergiephänomen wird auch für diagnostische Zwecke eingesetzt, unter anderem bei Morbus Behçet. Nach Injektion von 0,5 ml einer 0,9-prozentigen (isotonischen) NaCl-Lösung treten nach 48 Stunden Pusteln im Schub an der Injektionsstelle auf. Beim Morbus Behçet galt dieses Pathergiephänomen pathognomonisch. Neuere Untersuchungen zeigten jedoch eine nicht 100%ige Spezifität. Weiters tritt das Pathergiephänomen auch bei anderen Erkrankungen auf: Beim Pyoderma gangraenosum (Dermatitis ulcerosa) tritt es nach Minimaltraumata, etwa nach Nadelstichen im Rahmen eines Intrakutantests auf, wonach sich die Minimaltraumata in hämorrhagische, nekrotisierende Pusteln umwandeln, aus denen ein neuer Herd entstehen kann. Das Pathergiephänomen ist auch bei der Granulomatose mit Polyangiitis (Wegener-Granulomatose) und der leukozytoklastischen Vaskulitis zu beobachten.

## Sonstiges
- Der Gynäkologe und Geburtshelfer Gerhard Martius bezeichnete die übertragene Schwangerschaft als „Pathergie“.[6]